# Académie du Vernet
L'Académie du Vernet est une société littéraire et culturelle, créée en 1948 par les écrivains Maurice Constantin-Weyer et Marcel Guillaumin, le graveur Paul Devaux, le peintre Louis Neillot et quelques autres personnalités de la région de Vichy, où elle a son siège.

## Histoire
L'Académie du Vernet est fondée au printemps 1948 à l'initiative de Marcel Guillaumin. Marcel Guillaumin était alors directeur d'école au Vernet, mais on dit que son nom lui aurait été donné « parce que, à côté de Vichy où, dans un feu d'artifice cosmopolite, la confusion des valeurs nargue le ridicule, le Vernet signifie la simplicité naturelle, ».

### Présidents
- Maurice Constantin-Weyer, de 1948 à 1949.
- Lucien Cornil[4], de 1949 à 1952.
- Marcel Guillaumin, de 1952 à 1966.
- Ulysse Moncorger, de 1966 à 1975.
- Pax Tourtier, de 1976 à 1976.
- Jacques Dessause, de 1976 à 1990.
- Monique Kuntz, de 1990 à 2000[Information douteuse].
- Daniel Bullion, de 2000 à 2008.
- Jean-Pierre Petit, de 2008 à 2017.
- Emmanuel Possamaï, depuis 2017.

## Activités
L'académie organise chaque été depuis septembre 1948 le Salon de peinture et de sculpture françaises de la ville de Vichy au Centre culturel Valery-Larbaud de Vichy. Elle organise également d'autres manifestations, comme des concerts et des conférences.

## Prix de l'Académie du Vernet
L'académie décerne chaque année le Grand Prix de l'Académie du Vernet.
- 1955 : Victor Martin.
- 1961 : Jean Anglade (pour Le Péché d'écarlate).
- 1971 : Jacqueline Pelletier Doisy (pour Tipasa).
- 1991 : Judith Cabaud (pour Mathilde Wesendonck ou Le rêve d'Isolde).
- 1992 : Albert Fleury (pour Passage d'Angeline).
- 1995 : Joël Schmidt (pour Heinrich von Kleist).
- 2013 : Blandine Cuny-Le Callet (pour Dix rêves de pierre).
- 2014 : Carlos Concalves, architecte des Promenades de l'Allier.
- 2015 : Prix non décerné
- 2016 : Alain Carteret, historien de Vichy et du Second Empire.
- 2017 : Michèle Sternberg (pour L'Affaire des Pions).
- 2018 : Véronique de Bure (pour Un clafoutis aux tomates cerises).